# Incidente Roussin
El incidente Roussin fue un enfrentamiento naval entre fuerzas portuguesas, leales a Miguel I, y las fuerzas navales francesas dirigidas por el almirante Albin Roussin. El enfrentamiento, en el marco de las Guerras Liberales en Portugal, supuso el debilitamiento de la posición del rey portugués frente a los liberales, que consiguieron el apoyo de Francia, el Reino Unido y de España.

## Antecedentes
Con la muerte de Juan VI en 1826, se planteó un doble problema en Portugal. Primero, la sucesión del rey en la figura de su hijo mayor el infante Pedro, que ejercía como emperador en Brasil, sin reconocimiento paterno hasta 1826; Pedro IV había proclamado la independencia de Brasil en 1822 aprovechando el regreso de su padre a Portugal. 
En segundo lugar estaba la cuestión liberal y que afectaba al segundo hijo del rey, el infante Miguel. Este era contrario a cualquier concesión liberal, oponiéndose militarmente a la Constitución de 1822. Perdonado por su padre, en abril de 1824 intentó un golpe de Estado que fracasó ante el apoyo de las potencias europeas a su padre, Miguel tuvo que exiliarse en la corte de Viena.
En 1826 Pedro IV hizo valer sus derechos y fue proclamado rey con el objetivo de solucionar la caótica situación política portuguesa, antes de regresar a Brasil, su verdadero objetivo. Sin embargo aún estaba latente el problema miguelista, pues sus leales, refugiados en España, se infiltraban en el país atacando a las fuerzas liberales.
Pedro IV dotó al país de una constitución liberal (1826) y abdicó en su hija María II en mayo de ese mismo año y permaneció en el país intentando llegar a un acuerdo contra su díscolo hermano.
Finalmente en febrero de 1828 se llegó a un acuerdo por el cual, la reina María se casaría con su tío Miguel I, que actuaría como regente, aceptando ambos la Constitución de 1826. Pedro partía nuevamente hacia Brasil. No obstante, Miguel I no respetó el acuerdo y en junio de 1828 suprimió la constitución y exilió a su sobrina.

## Internacionalización del conflicto
Inmediatamente estallaron revueltas contra la decisión de restaurar el absolutismo, entre ellas la revuelta de Oporto que fue pronto sofocada. Si tuvieron éxito las producidas en las Azores. La situación parecía salvada en el continente, pues el ejército era leal al rey, y este contaba con el apoyo de Francia y España que tenía regímenes similares.
La situación cambió a partir de julio de 1830 cuando la revolución de julio expulsó del trono francés a Carlos X y en su lugar fue elegido Luis Felipe de Orleans de un talante más liberal. Al mismo tiempo en el Reino Unido el gabinete del Duque de Wellington fue sustituido por dos gobiernos whig menos favorables al gobierno absolutista de Miguel I.

## Incidente

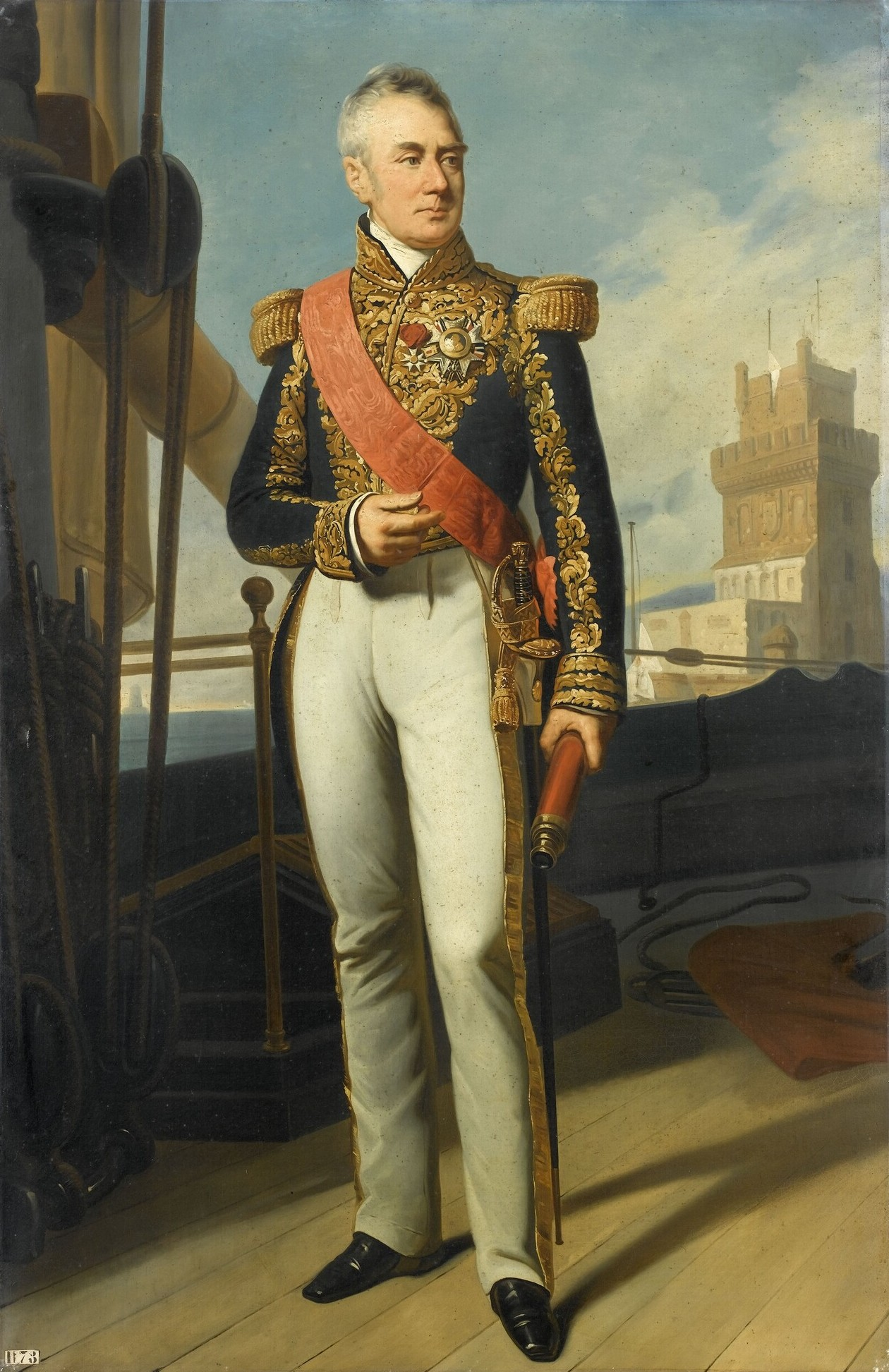
Admiral Roussin comandando la expedición de Lisboa en 1831, cuadro pintado por Charles Philippe Larivière.

El distanciamiento entre las cortes de París y Lisboa era ya latente cuando estalló el conflicto. El motivo fue el arresto y condena de dos ciudadanos franceses en Lisboa, el cónsul francés emitió una protesta que fue desoída por el gobierno portugués.
La medida era común en el siglo XIX, pues las grandes potencias solían defender a sus conciudadanos más allá del derecho de otro país, la presión se ejercía mediante lo que se llamó diplomacia de cañonero.
Así en mayo de 1831 apareció una escuadra francesa en el Tajo compuesta por 6 buques de línea, 3 fragatas, 2 corbetas y 2 brigues al mando de almirante Albin Roussin. La fuerza francesa emitió un ultimátum al gobierno: libertad para los ciudadanos, anulación de las condenas, destitución de los jueces, situar a los ciudadanos franceses bajo jurisdicción de un juez británico y obtener una indemnización de 65 mil francos.
El gobierno portugués se negó a atender estas peticiones y ordenó a la escuadra del Tajo (11 navíos) a presentar batalla. El rey Miguel esperaba que el Reino Unido interviniera como mediadora pero esta no hizo ningún movimiento en favor de los absolutistas portugueses.
El 9 de julio la escuadra francesa fondeó en Cascais y se aprestó a superar la barrera defensiva en la desembocadura del Tajo. La escuadra disparó contra los fuertes de São Julião da Barra, de São Lourenço do Bugio y de Nossa Senhora das Mercês de Catalazete, que no pudieron impedir el paso de los franceses, que se apostaron cerca de Terreiro do Paço desde donde bombardearon Lisboa. La escuadra portuguesa presentó batalla, pero pronto 9 de sus 11 barcos se rindieron a la escuadra francesa.
El gobierno portugués reconoció la derrota y aceptó las condiciones del ultimátum. El día 13 de julio la escuadra francesa abandonó el Tajo llevándose los buques portuguesas capturados.

## Consecuencias
El prestigio de Miguel I se vio comprometido con esta derrota, y favoreció el apoyo anglo-francés a la causa liberal. Las fuerzas liberales, lideradas por el rey Pedro IV que había regresado de Brasil, se concentraron en las Azores en la primavera de 1831. A finales de este año encontraron apoyo monetario en el Reino Unido, gracias entre otros al español Juan Álvarez Mendizábal. Las fuerzas liberales consiguieron tomar Madeira y desembarcar el 18 de julio de 1832 en Oporto.
Los liberales portuguesas obtendrán el apoyo militar de los gobiernos francés, británico y español, éste a partir de 1833, así como de voluntarios llegados de otras partes de Europa.